# Sîngera
Sîngera (ryska: Сынжера) är en ort i Moldavien. Den ligger i distriktet Municipiul Chişinău, i den centrala delen av landet, vid floden Ișnovăț. Sîngera ligger 50 meter över havet och antalet invånare är 7 200.
Terrängen runt Sîngera är huvudsakligen platt. Sîngera ligger nere i en dal. Trakten runt Sîngera består till största delen av jordbruksmark.